# Nadleśnictwo Bolesławiec
Nadleśnictwo Bolesławiec – jednostka organizacyjna Lasów Państwowych podległa Regionalnej Dyrekcji Lasów Państwowych we Wrocławiu. Siedziba nadleśnictwa znajduje się w Bolesławcu, w powiecie bolesławieckim, w województwie dolnośląskim.
Nadleśnictwo obejmuje część terytorium powiatu bolesławieckiego.

## Historia
W 1945 powstały nadleśnictwa Bolesławiec i Kliczków. W 1970 do nadleśnictwa Bolesławiec przyłączono nadleśnictwo Kliczków, a w 1972 nadleśnictwo Świętoszów. W 1993 obręb Świętoszów ponownie stał się samodzielnym nadleśnictwem.

## Ochrona przyrody
Na terenie nadleśnictwa znajduje się jeden rezerwat przyrody - Brzeźnik.

## Drzewostany
Typy siedliskowe lasów nadleśnictwa (z ich udziałem procentowym):
- bory 73,58%, w tym:
  - bór mieszany świeży 36,78%
  - bór świeży 34,40%
  - bór mieszany wyżynny świeży 1,51%
  - pozostałe <1%
- lasy 26,22%, w tym:
  - las mieszany świeży 13,78%
  - las mieszany wyżynny świeży 5,82%
  - las wyżynny świeży 2,54%
  - las mieszany wilgotny 2,05%
  - pozostałe <1%
- olsy 0,2%

Przeciętna zasobność drzewostanów nadleśnictwa wynosi ponad 235 m³/ha, a przeciętny wiek 60 lat.